# Congrégation vincentienne du Malabar
La congrégation vincentienne du Malabar (en latin : Congregatio vincentiana) est une société de vie apostolique syro-malabare de droit pontifical vouée à la prédication.

## Historique
En 1904, Mgr Mar Aloysius Pazheparambil (en), vicaire apostolique d'Ernakulam (en) a l'idée de fonder pour les prêtres de son diocèse un nouvel institut sur le modèle de la congrégation de la Mission de saint Vincent de Paul mais l'initiative n'obtient pas de résultat immédiat, le projet est relancé en 1927 par les pères Mannara, Pauvathil et Vattamkandathil. La première maison de la congrégation est ouverte à Thottakom (Kerala) par le père Varkey Kattarath, le 19 juillet 1927, les premiers compagnons commencent à mener une vie commune. 
L'institut obtient le décret de louange le 19 février 1968 et l'approbation le 27 septembre 1971. 
Particulièrement dédiée (mais non exclusivement) à l'Église catholique syro-malabare, elle dépend de la congrégation pour les Églises orientales.

## Activités et diffusion
La spiritualité et les activités sont les mêmes que celle de la congrégation de la mission : évangélisation, prédication des missions paroissiales et des retraites, apostolat au profit des pauvres, gestion et enseignement dans les séminaires. 
Ils sont présents en :
- Asie : Inde.
- Afrique : Kenya.
- Amérique : Canada, États-Unis, Pérou.
- Europe : Angleterre, Allemagne, Italie.

La maison généralice est à Edappally (en).
Au 31 décembre 2005 la société comptait 90 maisons et 584 membres dont 354 prêtres. 

## Source
- (it) Cet article est partiellement ou en totalité issu de l’article de Wikipédia en italien intitulé « Congregazione vincenziana malabarese » (voir la liste des auteurs).